# Nieuw-Herlaar

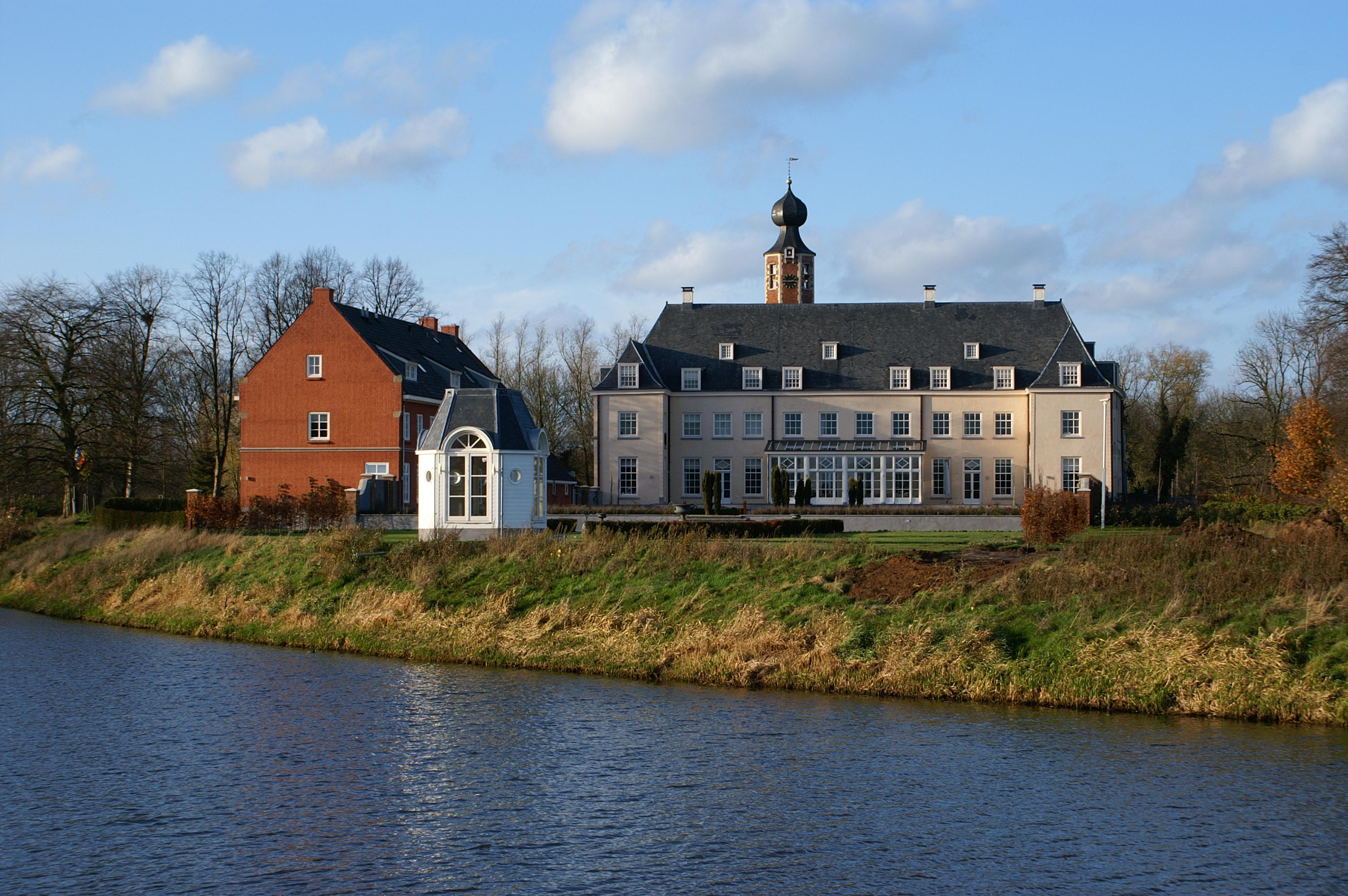
Nieuw-Herlaar in 2010, gezien vanuit Halder. Op de voorgrond de Dommel.

Nieuw-Herlaar (ook: Nieuw-Herlaer) is een kasteel te Sint-Michielsgestel, in de Nederlandse provincie Noord-Brabant. Het werd gebouwd na dat van Oud-Herlaar, waarvan het een leengoed was. Het werd voor het eerst vermeld op 17 november 1381 als Nijeherlaer.

## Ligging
Nieuw-Herlaar ligt op de noordoever van de Dommel, honderd meter van de buurtschap Halder, waarmee het verbonden is via een brug over de Dommel. Verder van de rivier en vierhonderd meter ten noorden van het kasteel ligt jachtslot Haanwijk.

## Het complex

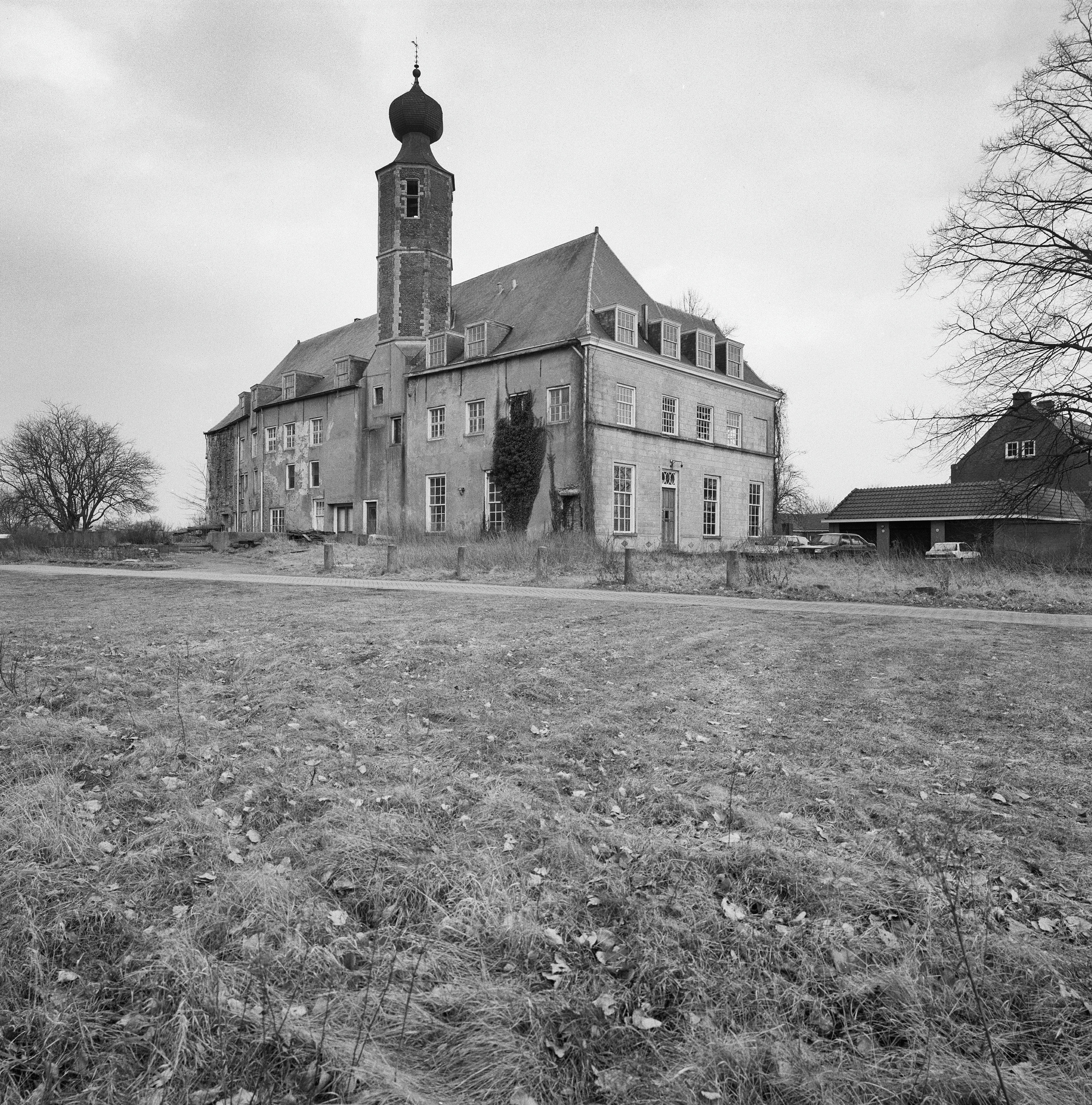
Zicht uit 1997 op de vijftiende-eeuwse toren, met het achttiende-eeuwse deel eraan gebouwd. Voorlangs loopt de weg die het kasteel verbindt met Halder.

Het complex is sinds 1973 een rijksmonument en de huidige bebouwing stamt grotendeels uit de negentiende eeuw, gebouwd als klooster en gesticht. Van de oudere bebouwing is de vijftiende-eeuwse ranke achtkante traptoren met ingesnoerde spits bewaard gebleven, waar een achttiende-eeuws deel omheen is gebouwd.

### Bouwgeschiedenis
Het eind-veertiende-eeuwse kasteel lag oorspronkelijk achter de nog bestaande traptoren die in de vijftiende eeuw gebouwd is. Aan de voorkant van de toren lag een plein, omringd door een muur met schietgaten. Hier lag ook een versterkt poortgebouw met ophaalbrug. Het geheel was door grachten omgeven.
In 1621 werd Nieuw-Herlaar vermeld als: Nyent-Herlaer, 't hoff tot nyent-Herlaer met zijn bijvanghe, gelijck als daer gelegen is allom tusschen de dommele aldaer vloeyende..
In 1736 meldde men: Nieuw-Herlaer aan de oostzijde van de afgebroken zaal met de kelder onder de afgebroken zaal, besingeld met zijn gragt en de rivier de Dommel, met hoven, boomgaard, stallingen, schuur, het recht van de visscherij, vischvijver inden hof, capelle, brouwerij en bequame woningen daeraen, omsingeld met hegge en plantagiën..
In 1791 werd het oude kasteel afgebroken op last van Van Bonstetten en werd het huidige gebouwd aan de andere kant van de toren. Men sprak van een zeer oud en bouwvallig gebouw, en Stephanus Hanewinkel meldde: De heer Bonstetten heeft het doen afbreken en in plaats van hetzelve een modern buytenhuys doen setten, zijnde niet van 't oud kasteel, dat een sterkte is geweest, overig gebleven als den toren.
Verdere uitbreidingen vonden plaats vanaf 1799, toen het kasteel een seminarie werd. Ook de bestemmingen daarna vereisten vele verbouwingen. 
Na het vertrek van de katholieke instellingen in 1970 trad opnieuw verval in. Echter, vanaf 1978 werd het kasteel gerestaureerd. De meeste bijgebouwen, op het Zustersklooster na, werden toen gesloopt.
Omstreeks 2020 is het kasteel verduurzaamd met zonne-energie en waterstofproductie, met als doel het geheel energieneutraal te maken.

## Katholieke instelling

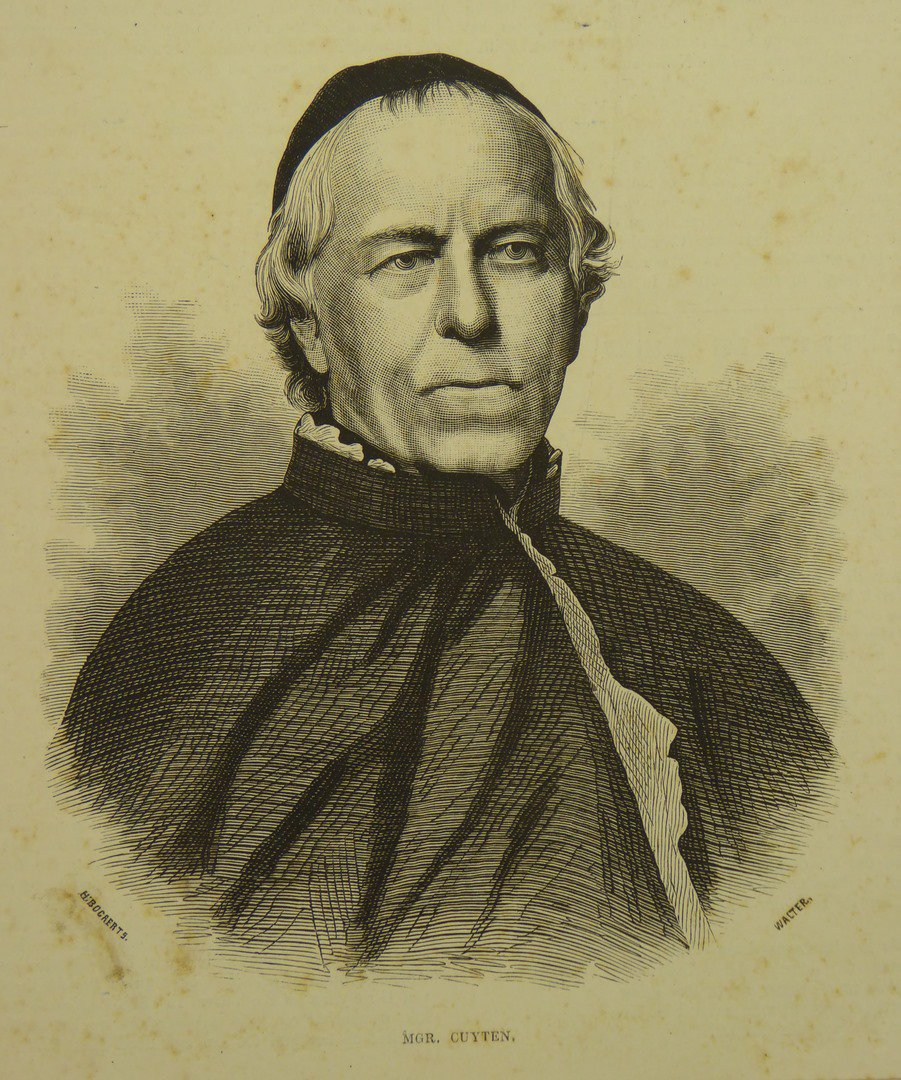
Mgr. Jacobus Cuyten (1799-1884), president Seminarie Nieuw-Herlaar

Thomas Cornelis van Rijckevorsel kocht het kasteel om het ter beschikking te stellen voor het bisschoppelijk Grootseminarie, dat zich tot dan toe in 's-Hertogenbosch bevond. In 1806 werd een kapel gebouwd. Zand werd op illegale wijze betrokken van de nabijgelegen Wijngaardberg, een archeologisch belangwekkende plaats. In 1839 werd het Seminarie echter verplaatst naar Haaren.
Van 1840-1910 was in Nieuw-Herlaar het Instituut voor Doven gevestigd, een katholieke zorg- en onderwijsinstelling voor doven, slechthorenden en doofblinden. Later kreeg Sint-Michielsgestel een veel groter dergelijk instituut.
Vervolgens kwamen er diverse zustercongregaties. Eerst kwamen Franse Benedictinessen, die vanwege de Franse politiek van secularisering naar Nederland waren gekomen. Vanaf 1919 huisden er de Oostenrijkse Dochters van de Goddelijke Heiland, in 1925 was er een internaat voor BLO-onderwijs van de Zusters van de Choorstraat, en van 1926-1955 huisden er paters van de Sociëteit voor Afrikaanse Missiën uit Cadier en Keer.
In 1955 kwam het kasteel in handen van de Stichting de Godshuizen. Deze vestigde er een instituut voor diep-zwakzinnige kinderen, en in 1960 werd het een observatiekliniek voor kinderpsychiatrie en neurologie. Dit alles werd door de Dochters van de Goddelijke Heiland verzorgd. Hiertoe moest het kasteel worden verbouwd, maar in 1970 verhuisde de instelling naar de nieuwe inrichting Herlaarhof te Vught.
Het leegstaande kasteel werd in 1978 aangekocht door een onroerend-goedmaatschappij en de bijgebouwen werden toen door de alternatieve woongroep Gezond Bouwen en Wonen in gebruik genomen.
Het kasteel is nu in private handen en wordt bewoond na een jaren durende renovatie.

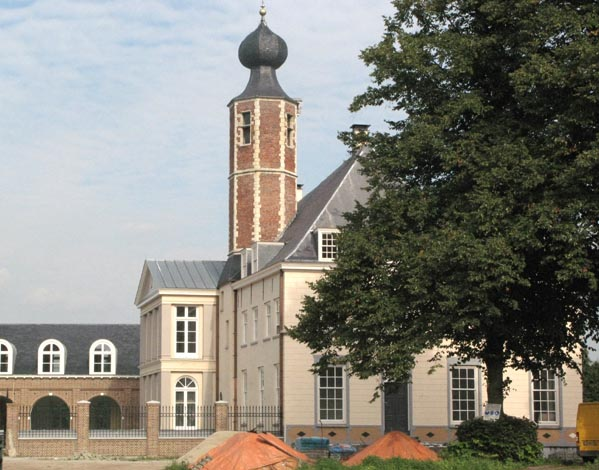
Nieuw-Herlaar in 2008

## Bewoners
1. Willem van Randerode van der Aa
2. Floris van Randerode (diens zoon)
3. Willem van Randerode (diens zoon)
4. Hendrik van der Aa (omstreeks 1450), gehuwd met Margaretha Oem van Arkel, erfdochter van Bokhoven en Olmen.
5. Cornelia Oem van Arkel (Margaretha's zuster), gehuwd met Jan van Renesse
6. Jan van Baexen, gehuwd met Elisabeth van Harff, gestorven in 1500
Hierna werd het bezit over wel vijf mensen verdeeld, om in 1532 weer in één hand over te gaan:
7. Albrecht Prouninck van Deventer, van 1532-1554
8. Anna Vijghe (diens weduwe) en Hendrik Prouninck van Deventer (diens broer), van 1554-1557
9. Jacob Prouninck van Deventer, van 1557-1568
10. Gerard Prouninck van Deventer, deze was Calvinist en moest Nieuw-Herlaar ontvluchten. Hij ging naar Utrecht. Even werd het kasteel door Parma toegewezen aan kwartierschout Jacob de Wale, maar kwam spoedig aan Gerards dochters:
11. Maria en Anna Prouninck van Deventer. Zij waren Calvinistisch opgevoed maar werden, eenmaal in Brabant aangekomen, katholiek. Beiden waren gehuwd met militairen en er was een garnizoen op het kasteel aanwezig. Hun halfbroer, Jacob Proeninck van Deventer, was in 1621 de bewaker van het Slot Loevestein, toen Hugo de Groot daar gevangen zat.
12. Maria Prouninck van Deventer, dochter van Maria, gehuwd met Reinier Pybes d'Adama.
13. Karel Willem Pybes d'Adama (hun zoon)
14. Johan Adriaan Ruysch, kocht Nieuw-Herlaar
15. Herman Gideon Clemens, predikant en hoogleraar, gehuwd met Barbara 't Scharnier, kocht Nieuw-Herlaar in 1750 en stierf in 1772
16. Onno Tamminga du Tour, kolonel in Staatse dienst, gehuwd met Maria van Melderen, heer van Haanwijk, kocht het in 1772 en overleed in 1779
Hierna waren er weer meerdere eigenaars, maar in 1789 kwam het kasteel geheel in bezit van:
17. Genoveva van Welderen, gehuwd met Sigismund David van Bonstetten, die een nieuw gebouw liet neerzetten maar het kasteel in 1798 moest verkopen. In hetzelfde jaar werden overigens ook de heerlijke rechten opgeheven.